# 아카데미 국제영화상
아카데미 국제영화상(Academy Award for Best International Feature Film)은 미국 영화예술과학 아카데미에서 해마다 시상하는 아카데미상의 부문 중 하나로, 2020년 이전에는 '아카데미 외국어영화상' (Academy Award for Best Foreign Language Fim)이라 불렸다. 미국 이외의 국가에서 제작된 장편영화를 대상으로 삼는 부문이며, 외국어영화상 시절에는 비영어권 언어로 제작된 영화들을 대상으로 삼도록 하였다. 여타 부문과는 달리 미국에서 반드시 상영될 필요는 없다는 조건도 존재한다.
1929년 5월 16일 제1회 아카데미상이 거행되고 난 이래, 초창기 아카데미상에는 외국어 영화를 대상으로 한 부문은 존재하지 않았다. 이후 1947년부터 1955년 아카데미상까지 미국 내에서 개봉된 외국어 영화를 대상으로 특별명예상을 수여한 적이 있었다. 하지만 이 특별명예상은 정규부문이 아닌 말 그대로 특별상이었기에 1953년에는 수상작이 없었고, 또 다른 부문과는 달리 경쟁작을 내세우지 않고 단 한 작품만 골라 시상하는 방식이었다. 1956년 제29회 아카데미상부터 비로소 아카데미상 경쟁부문에 '국제영화상'이 생겼으며, 그때부터 오늘날까지 해마다 수여되고 있다.
국제영화상이 여타 부문과 구분되는 또 한가지 특징은, 어느 한 특정 인물 (감독)이나 작품에게 수여되는 상이 아니라 해당작을 제출한 국가에게 수여되는 상으로 본다는 것이다. 따라서 역대 국제영화상을 집계할 때에도 감독이 아닌 국가별로 분류하는 경우가 많다. 역대 국제영화상의 대륙별 수여 현황을 살펴보면 2019년 기준으로 유럽 영화가 57편, 아시아 영화가 7편, 아메리카 영화가 5편, 아프리카 영화가 3편으로 유럽에서 제작된 영화가 사실상 독식해 왔다.
국제영화상 최다수상자는 이탈리아의 감독 페데리코 펠리니로 총 네 편의 작품이 국제영화상을 수상하였다. 다만 명예상 시절 기록까지 합치면 역시 같은 이탈리아 출신인 비토리오 데 시카도 네 편을 수상하였다. 최다 수상국은 이탈리아로 수상 실적은 총 14회 (특별상 시절 3회)에 후보지명 28회이다. 후보지명 횟수순으로 따지면 프랑스가 37회에 수상 12회로 (특별상 시절 3회)최다 기록을 갖고 있으며, 수상하지 못한 국가 중에서 가장 많이 후보로 오른 국가는 이스라엘 (10회)이다. 가장 많이 출품하였지만 한 번도 후보에 오르지 못한 국가는 포르투갈 (34회)이다.

## 내력
1929년 제1회 아카데미상이 개최되었으나 당시 외국어 영화상은 시상되지 않았다. 전후 시대 초기 (1947-1955)에는 8편의 외국어 영화가 특별 또는 명예상을 수상하였다.

## 수상작

### 1947~1955년
아카데미상 경쟁부문이 아닌 특별상, 명예상으로 수여되던 기간의 수상작 목록이다.
| 연도            | 제목                        | 원제                                    | 감독                | 국가                   | 언어                 |
| --------------- | --------------------------- | --------------------------------------- | ------------------- | ---------------------- | -------------------- |
| 1947년 (제20회) | 구두닦이                    | Sciuscià                                | 비토리오 데 시카    | 이탈리아               | 이탈리아어, 영어     |
| 1948년 (제21회) | 뱅상 씨                     | Monsieur Vincent                        | 모리스 클로슈       | 프랑스                 | 프랑스어             |
| 1949년 (제22회) | 자전거 도둑                 | Ladri di biciclette                     | 비토리오 데 시카    | 이탈리아               | 이탈리아어           |
| 1950년 (제23회) | 말라파가의 성벽             | Au-delà des grilles Le mura di Malapaga | 르네 클레망         | 프랑스-이탈리아 (합작) | 프랑스어, 이탈리아어 |
| 1951년 (제24회) | 라쇼몽                      | 羅生門                                  | 구로사와 아키라     | 일본                   | 일본어               |
| 1952년 (제25회) | 금지된 장난                 | Jeux interdits                          | 르네 클레망         | 프랑스                 | 프랑스어             |
| 1953년 (제26회) | 수상하지 않음               | 수상하지 않음                           | 수상하지 않음       | 수상하지 않음          | 수상하지 않음        |
| 1954년 (제27회) | 지옥문                      | 地獄門                                  | 기누가사 데이노스케 | 일본                   | 일본어               |
| 1955년 (제28회) | 사무라이 I: 미야모토 무사시 | 宮本武蔵                                | 이나가키 히로시     | 일본                   | 일본어               |

### 1955년~1959년
| 연도                 | 제목                                           | 원제                 | 감독         | 국가 |
| -------------------- | ---------------------------------------------- | -------------------- | ------------ | ---- |
| 1956년 (제29회)      |                                                |                      |              |      |
| 길                   | La Strada                                      | 페데리코 펠리니      | 이탈리아     |      |
| 목로주점             | Gervaise                                       | 르네 클레망          | 프랑스       |      |
| 버마의 하프          | ビルマの竪琴                                   | 이치가와 곤          | 일본         |      |
| 쾨페닉의 선장        | Der Hauptmann von Köpenick                     | 헬무트 코이트너      | 서독         |      |
| 키비토크             | Qivitoq                                        | 에릭 발링            | 덴마크       |      |
| 1957년 (제30회)      |                                                |                      |              |      |
| 카비리아의 밤        | Le notti di Cabiria                            | 페데리코 펠리니      | 이탈리아     |      |
| 파리의 문            | Porte des Lilas                                | 르네 클레르          | 프랑스       |      |
| 어머니 인도          | Mother India / मदर इण्डिया                        | 메부브 칸            | 인도         |      |
| 악마는 밤에 왔다     | Nachts, wenn der Teufel kam                    | 로베르트 지오드막    | 서독         |      |
| 아홉 생명            | Ni Liv                                         | 아르네 스코우엔      | 노르웨이     |      |
| 1958년 (제31회)      |                                                |                      |              |      |
| 나의 아저씨          | Mon oncle                                      | 자크 타티            | 프랑스       |      |
| 무기와 인간          | Helden                                         | 프란츠 페터 비르트   | 서독         |      |
| 1년 길이의 길        | La Strada lunda un anno Цеста дуга годину дана | 주세페 데 산티스     | 유고슬라비아 |      |
| 마돈나 거리에서 한탕 | I soliti ignoti                                | 마리오 모니첼리      | 이탈리아     |      |
| 라 벤간사            | La venganza                                    | 후안 안토니오 바르뎀 | 스페인       |      |
| 1959년 (제32회)      |                                                |                      |              |      |
| 흑인 오르페          | Orfeu Negro                                    | 마르셀 카뮈          | 프랑스       |      |
| 다리                 | Die Brücke                                     | 베른하르트 비키      | 서독         |      |
| 위대한 전쟁          | La grande guerra                               | 마리오 모니첼리      | 이탈리아     |      |
| 앞발                 | Paw                                            | 아스트리드 헤닝 옌센 | 덴마크       |      |
| 강변 마을            | Dorp aan de rivier                             | 폰스 라데마케르스    | 네덜란드     |      |

### 1960년대
| 연도                  | 제목                                                 | 원제                       | 감독           | 국가 |
| --------------------- | ---------------------------------------------------- | -------------------------- | -------------- | ---- |
| 1960년 (제33회)       |                                                      |                            |                |      |
| 처녀의 샘             | Jungfrukällan                                        | 잉마르 베리만              | 스웨덴         |      |
| 카포                  | Kapò                                                 | 질로 폰테코르보            | 이탈리아       |      |
| 진실                  | La Vérité                                            | 앙리조르주 클루조          | 프랑스         |      |
| 마카리오              | Macario                                              | 로베르토 가발돈            | 멕시코         |      |
| 아홉번째 원           | Девети круг                                          | 프란체 스티글리치          | 유고슬라비아   |      |
| 1961년 (제34회)       |                                                      |                            |                |      |
| 거울을 통해 어렴풋이  | Såsom i en spegel                                    | 잉마르 베리만              | 스웨덴         |      |
| 해리와 집사           | Harry og kammertjeneren                              | 벤트 크리스텐센            | 덴마크         |      |
| 영원한 사랑           | 永遠の人                                             | 기노시타 게이스케          | 일본           |      |
| 중요 인사             | Ánimas Trujano                                       | 이스마엘 로드리게스        | 멕시코         |      |
| 플라시도              | Plácido                                              | 루이스 가르시아 베를랑가   | 스페인         |      |
| 1962년 (제35회)       |                                                      |                            |                |      |
| 시벨의 일요일         | Les Dimanches de Ville d'Avary                       | 세르주 부르기뇽            | 프랑스         |      |
| 엘렉트라              | Ηλέκτρα                                              | 미카엘 카코야니스          | 그리스         |      |
| 나폴리의 나흘         | Le Quattro giornate di Napoli                        | 나니 로이                  | 이탈리아       |      |
| 산타 바바라의 맹세    | O Pagador de Promessas                               | 안셀모 두아르테            | 브라질         |      |
| 틀라우이칸            | Tlayucan                                             | 루이스 알코리사            | 멕시코         |      |
| 1963년 (제36회)       |                                                      |                            |                |      |
| 8과 1/2               | 8½                                                   | 페데리코 펠리니            | 이탈리아       |      |
| 물 속의 칼            | Nóż w wodzie                                         | 로만 폴란스키              | 폴란드         |      |
| 빨간 등               | Τα κόκκινα φανάρια                                   | 바실리스 게오르기아데스    | 그리스         |      |
| 로스 타란토스         | Los Tarantos                                         | 프란시스코 로비라 벨레타   | 스페인         |      |
| 고도                  | 古都                                                 | 나카무라 노보루            | 일본           |      |
| 1964년 (제37회)       |                                                      |                            |                |      |
| 어제, 오늘, 내일      | Ieri, oggi, domani                                   | 비토리오 데 시카           | 이탈리아       |      |
| 콜펜 마을에서 생긴 일 | Kvarteret Korpen                                     | 보 비더버그                | 스웨덴         |      |
| 살라 샤바티           | סאלח שבתי                                            | 엡레임 키숀                | 이스라엘       |      |
| 쉘부르의 우산         | Les Parapluies de Cherbourg                          | 자크 데미                  | 프랑스         |      |
| 모래의 여자           | 砂の女                                               | 데시가하라 히로시          | 일본           |      |
| 1965년 (제38회)       |                                                      |                            |                |      |
| 중심가의 상점         | Obchod na korze                                      | 얀 카다 엘마 크로스        | 체코슬로바키아 |      |
| 대지의 피             | Το χώμα βάφτηκε κόκκινο                              | 바실리스 게오르기아디스    | 그리스         |      |
| 디어 존               | Käre John                                            | 라르스마그누스 린드그렌    | 스웨덴         |      |
| 괴담                  | 怪談                                                 | 고바야시 마사키            | 일본           |      |
| 이탈리아식 결혼       | Matrimonio all'italiana                              | 비토리오 데 시카           | 이탈리아       |      |
| 1966년 (제39회)       |                                                      |                            |                |      |
| 남과 여               | Un homme et une femme                                | 클로드 르루슈              | 프랑스         |      |
| 알제리 전투           | La Bataille d'Alger (프) La battaglia di Algeri (이) | 질로 폰테코르보            | 이탈리아       |      |
| 금발소녀의 사랑       | Lásky jedné plavovlásky                              | 밀로스 포만                | 폴란드         |      |
| 셋                    | Три                                                  | 알렉산드르 페트로비치      | 유고슬라비아   |      |
| 파라오                | Faraon                                               | 예르지 카발레로비치        | 폴란드         |      |
| 1967년 (제40회)       |                                                      |                            |                |      |
| 가까이서 본 기차      | Ostře sledované vlaky                                | 이르지 멘젤                | 체코슬로바키아 |      |
| 마법사를 사랑하라     | El amor brujo                                        | 프란시스코 로비에라 벨레타 | 스페인         |      |
| 행복한 집시           | Скупљачи перја                                       | 알렉산드르 페트로비치      | 유고슬라비아   |      |
| 리브 포 라이프        | Vivre pour vivre                                     | 클로드 를루슈              | 프랑스         |      |
| 지에코쇼              | 智恵子抄                                             | 나카무라 노보루            | 일본           |      |
| 1968년 (제41회)       |                                                      |                            |                |      |
| 전쟁과 평화           | Война и мир                                          | 세르게이 본다르추크        | 소련           |      |
| 폴 가의 소년들        | A Pál-utcai fiúk                                     | 졸탄 파브리                | 헝가리         |      |
| 소방수의 무도회       | Hoří, má panenko                                     | 밀로슈 포르만              | 체코슬로바키아 |      |
| 권총을 든 여인        | La ragazza con la pistola                            | 마리오 모니첼리            | 이탈리아       |      |
| 도둑맞은 입맞춤       | Baisers volés                                        | 프랑수아 트뤼포            | 프랑스         |      |
| 1969년 (제42회)       |                                                      |                            |                |      |
| 제트                  | Z                                                    | 코스타 가브라스            | 알제리         |      |
| 아달렌 31             | Ådalen 31                                            | 보 위데르베르그            | 스웨덴         |      |
| 네레트바의 전투       | Битка на Неретви                                     | 벨지코 블라지크            | 유고슬라비아   |      |
| 카라마조프의 형제     | Братья Карамазовы                                    | 이반 피리에프              | 소련           |      |
| 모드 집에서의 하룻밤  | Ma nuit chez Maud                                    | 에릭 로메르                | 프랑스         |      |

### 1970년대
| 연도                   | 제목                                                            | 원제                                    | 감독         | 국가 |
| ---------------------- | --------------------------------------------------------------- | --------------------------------------- | ------------ | ---- |
| 1970년 (제43회)        |                                                                 |                                         |              |      |
| 완전 범죄              | Indagine su un cittadino al di sopra di ogni sospetto           | 엘리오 페트리                           | 이탈리아     |      |
| 트루게네프의 첫사랑    | Erste Liebe                                                     | 막시밀리안 셀                           | 스위스       |      |
| 호아빈                 | Hoa-Binh                                                        | 라울 쿠타르                             | 프랑스       |      |
| 들판 위의 평화         | Paix sur les champs                                             | 자크 부아젤로                           | 벨기에       |      |
| 트리스타나             | Tristana                                                        | 루이스 부뉴엘                           | 스페인       |      |
| 1971년 (제44회)        |                                                                 |                                         |              |      |
| 핀치 콘티니의 정원     | Il giardino dei Finzi-Contini                                   | 비토리오 데 시카                        | 이탈리아     |      |
| 도데스카덴             | どですかでん                                                    | 구로사와 아키라                         | 일본         |      |
| 우트반드라나           | Utvandrarna                                                     | 얀 트로엘                               | 스웨덴       |      |
| 경찰관                 | השוטר אזולאי                                                    | 에브라임 키숀                           | 이스라엘     |      |
| 차이코프스키           | Чайковский                                                      | 이고르 탈란킨                           | 소련         |      |
| 1972년 (제45회)        |                                                                 |                                         |              |      |
| 부르주아의 은밀한 매력 | Le Charme discret de la bourgeoisie                             | 루이스 부뉴엘                           | 프랑스       |      |
| 이곳의 새벽은 고요하다 | А зори здесь тихие                                              | 스타니슬라프 로스토츠키                 | 소련         |      |
| 사랑해 로자            | אני אוהב אותך רוזה                                              | 모셰 미즈라히                           | 이스라엘     |      |
| 가장 귀중한 여인       | Mi querida señorita                                             | 하이메 데 아르미냔                      | 스페인       |      |
| 새로운 땅              | Nybyggarna                                                      | 얀 트로엘                               | 스웨덴       |      |
| 1973년 (제46회)        |                                                                 |                                         |              |      |
| 아메리카의 밤          | La Nuit américaine                                              | 프랑수아 트뤼포                         | 프랑스       |      |
| 첼루체 거리의 집       | הבית ברחוב שלוש                                                 | 모셰 미즈라히                           | 이스라엘     |      |
| 초대                   | L'Invitation                                                    | 클로드 고레타                           | 스위스       |      |
| 고독한 보행자          | Der Fußgänger                                                   | 막시밀리안 셸                           | 서독         |      |
| 사랑을 위한 죽음       | Turks Fruit                                                     | 폴 버호벤                               | 네덜란드     |      |
| 1974년 (제47회)        |                                                                 |                                         |              |      |
| 아마코드               | Amarcord                                                        | 페데리코 펠리니                         | 이탈리아     |      |
| 고양이의 놀이          | Macskajáték                                                     | 코로이 모크                             | 헝가리       |      |
| 크미치스               | Potop                                                           | 예지 호프만                             | 폴란드       |      |
| 뤼시앵의 청춘          | Lacombe Lucien                                                  | 루이 말                                 | 프랑스       |      |
| 휴전                   | La Tregua                                                       | 세르히오 레난                           | 아르헨티나   |      |
| 1975년 (제48회)        |                                                                 |                                         |              |      |
| 데르수 우잘라          | Дерсу Узала                                                     | 구로사와 아키라                         | 소련         |      |
| 마루시아에서 온 편지   | Actas de Marusia                                                | 미구엘 리틴                             | 멕시코       |      |
| 약속의 땅              | Ziemia obiecana                                                 | 안제이 바이다                           | 폴란드       |      |
| 산다칸 8번 창관 망향   | サンダカン八番娼館 望鄕                                         | 구마이 게이                             | 일본         |      |
| 여인의 향기            | Profumo di donna                                                | 디노 리시                               | 이탈리아     |      |
| 1976년 (제49회)        |                                                                 |                                         |              |      |
| 흑과 백                | La Victoire en chantant                                         | 장 자크 아노                            | 코트디부아르 |      |
| 사촌들                 | Cousin, cousine                                                 | 장 샤를 타셸라                          | 프랑스       |      |
| 야콥의 거짓말          | Jacob, der Lügner                                               | 프랑크 바이어                           | 동독         |      |
| 밤과 낮                | Noce i dnie                                                     | 예지 안차크                             | 폴란드       |      |
| 일곱 미인              | Pasqualino Settebellezze                                        | 리나 베르트뮐러                         | 이탈리아     |      |
| 1977년 (제50회)        |                                                                 |                                         |              |      |
| 마담 로사              | Madame Rosa                                                     | 모셰 미즈라히                           | 프랑스       |      |
| 이피게네이아           | Ιφιγένεια                                                       | 미카일 카코야니스                       | 그리스       |      |
| 벼락 작전              | מבצע יונתן                                                      | 메나헴 골란                             | 이스라엘     |      |
| 특별한 날              | Una giornata particolare                                        | 에토레 스콜라                           | 이탈리아     |      |
| 욕망의 모호한 대상     | Cet obscur objet du désir (프) Ese oscuro objeto del deseo (스) | 루이스 부뉴엘                           | 스페인       |      |
| 1978년 (제51회)        |                                                                 |                                         |              |      |
| 손수건을 꺼내라        | Préparez vos mouchoirs                                          | 베르트랑 블리에                         | 프랑스       |      |
| 유리방                 | Die gläserne Zelle                                              | 한스 W. 가이센되르퍼                    | 서독         |      |
| 헝가리인들             | Magyarok                                                        | 졸탄 파브리                             | 헝가리       |      |
| 이탈리아 만세          | I nuovi mostri                                                  | 마리오 모니첼리 디노 리시 에토레 스콜라 | 이탈리아     |      |
| 하얀 여자 검은 귀      | Белый Бим Чёрное ухо                                            | 스타니슬라프 로스토츠키                 | 소련         |      |
| 1979년 (제52회)        |                                                                 |                                         |              |      |
| 양철북                 | Die Blechtrommel                                                | 폴커 슐뢴도르프                         | 서독         |      |
| 윌코의 소녀들          | Panny z Wilka                                                   | 안제이 바이다                           | 폴란드       |      |
| 엄마는 백 번을 돈다    | Mamá cumple cien años                                           | 카를로스 사우라                         | 스페인       |      |
| 어떤 이혼녀            | Une histoire simple                                             | 클로드 소테                             | 프랑스       |      |
| 베네치아를 잊기 위해   | Dimenticare Venezia                                             | 프랑코 브루사티                         | 이탈리아     |      |

### 1980년대
| 연도                          | 제목                                     | 원제                            | 감독           | 국가 |
| ----------------------------- | ---------------------------------------- | ------------------------------- | -------------- | ---- |
| 1980년 (제53회)               |                                          |                                 |                |      |
| 모스크바는 눈물을 믿지 않는다 | Москва слезам не верит                   | 블라디미르 멘쇼프               | 소련           |      |
| 믿음                          | Bizalom                                  | 이슈트반 사보                   | 헝가리         |      |
| 카게무샤                      | 影武者                                   | 구로사와 아키라                 | 일본           |      |
| 마지막 지하철                 | Le Dernier Métro                         | 프랑수아 트뤼포                 | 프랑스         |      |
| 둥지                          | El nido                                  | 하이메 데 아르미냔              | 스페인         |      |
| 1981년 (제54회)               |                                          |                                 |                |      |
| 메피스토                      | Mephisto                                 | 이슈트반 사보                   | 헝가리         |      |
| 우리 배는 다 찼다             | Das Boot ist voll                        | 마르쿠스 임후프                 | 스위스         |      |
| 철의 사나이                   | Człowiek z żelaza                        | 안제이 바이다                   | 폴란드         |      |
| 진흙강                        | 泥の河                                   | 오구리 고헤이                   | 일본           |      |
| 삼형제                        | Tre fratelli                             | 프란체스코 로시                 | 이탈리아       |      |
| 1982년 (제55회)               |                                          |                                 |                |      |
| 재출발                        | Volver a empezar                         | 호세 루이스 가르시              | 스페인         |      |
| 알시노와 콘도르               | Alsino y el cóndor                       | 미구엘 리틴                     | 니카라과       |      |
| 대청소                        | Coup de torchon                          | 베르트랑 타베르니에             | 프랑스         |      |
| 독수리호의 모험               | Ingenjör Andrées luftfärd                | 얀 트로엘                       | 스웨덴         |      |
| 사생활                        | Частная жизнь                            | 율리 라이즈만                   | 소련           |      |
| 1983년 (제56회)               |                                          |                                 |                |      |
| 화니와 알렉산더               | Fanny och Alexander                      | 잉마르 베리만                   | 스웨덴         |      |
| 카르멘                        | Carmen                                   | 카를로스 사우라                 | 스페인         |      |
| 우리들 사이                   | Coup de foudre                           | 디안 퀴리                       | 프랑스         |      |
| 욥의 반항                     | Jób lázadása                             | 이마레 디왼디외시 바르나 카바이 | 헝가리         |      |
| 르 발                         | Le Bal                                   | 에토르 스콜라                   | 알제리         |      |
| 1984년 (제57회)               |                                          |                                 |                |      |
| 위험한 행마                   | La Diagonale du fou                      | 리샤르 당보                     | 스위스         |      |
| 장벽을 넘어서                 | מאחורי הסורגים                           | 유리 바바슈                     | 이스라엘       |      |
| 카밀라                        | Camila                                   | 마리아 루이사 벰베르그          | 아르헨티나     |      |
| 동시 상영                     | Sesión continua                          | 호세 루이스 가르시              | 스페인         |      |
| 전시의 로맨스                 | Военно-полевой роман                     | 표트르 토도르프스키             | 소련           |      |
| 1985년 (제58회)               |                                          |                                 |                |      |
| 오피셜 스토리                 | La historia oficial                      | 루이스 푸엔조                   | 아르헨티나     |      |
| 전장의 로망스                 | Bittere Ernte                            | 아그니스츠카 홀란트             | 서독           |      |
| 레들 대령                     | Oberst Redl                              | 이슈트반 사보                   | 헝가리         |      |
| 세 남자와 아기 바구니         | Trois Hommes et un couffin               | 콜린 세로                       | 프랑스         |      |
| 아빠는 출장중                 | Отац на службеном путу                   | 에미르 쿠스투리차               | 유고슬라비아   |      |
| 1986년 (제59회)               |                                          |                                 |                |      |
| 한밤의 암살자                 | De aanslag                               | 폰스 라데마케르스               | 네덜란드       |      |
| 38                            | 38 – Auch das war Wien                   | 볼프강 글뤽                     | 오스트리아     |      |
| 베티블루                      | 37°2 le matin                            | 장 자크 베네                    | 프랑스         |      |
| 아메리카 제국의 몰락          | Le Déclin de l'empire américain          | 데니스 아칸드                   | 캐나다         |      |
| 나의 작은 마을                | Vesničko má středisková                  | 이르지 멘젤                     | 체코슬로바키아 |      |
| 1987년 (제60회)               |                                          |                                 |                |      |
| 바베트의 만찬                 | Babettes gæstebud                        | 가브리엘 악셀                   | 덴마크         |      |
| 굿바이 칠드런                 | Au revoir les enfants                    | 루이 말                         | 프랑스         |      |
| 완성된 길                     | Asignatura aprobada                      | 호세 루이스 가르시              | 스페인         |      |
| 가족                          | La famiglia                              | 에토레 스콜라                   | 이탈리아       |      |
| 길라잡이                      | Ofelaš (사미) Veiviseren (노르)          | 닐스 고이프                     | 노르웨이       |      |
| 1988년 (제61회)               |                                          |                                 |                |      |
| 정복자 펠레                   | Pelle Erobreren                          | 빌레 아우구스트                 | 덴마크         |      |
| 하누센                        | Hanussen                                 | 이슈트반 사보                   | 헝가리         |      |
| 가면 속의 아리아              | Le maître de musique                     | 제라르 코르비오                 | 벨기에         |      |
| 살람 봄베이                   | Salaam Bombay! सलाम बॉम्बे                   | 미라 나이르                     | 인도           |      |
| 신경쇠약 직전의 여자          | Mujeres al borde de un ataque de nervios | 페드로 알모도바르               | 스페인         |      |
| 1989년 (제62회)               |                                          |                                 |                |      |
| 시네마 천국                   | Nuovo cinema Paradiso                    | 주세페 토르나토레               | 이탈리아       |      |
| 까미유 끌로델                 | Camille Claudel                          | 브뤼노 뉘탕                     | 프랑스         |      |
| 몬트리올의 예수               | Jésus de Montréal                        | 데니스 아칸드                   | 캐나다         |      |
| 아름다운 시절                 | Dansen med Regitze                       | 카스파르 로스트루프             | 덴마크         |      |
| 산티아고에서 생긴 일          | Lo que le pasó a Santiago                | 하코보 모랄레스                 | 푸에르토리코   |      |

### 1990년대
| 연도                        | 제목                               | 원제                                          | 감독           | 국가 |
| --------------------------- | ---------------------------------- | --------------------------------------------- | -------------- | ---- |
| 1990년 (제63회)             |                                    |                                               |                |      |
| 희망의 여행                 | Reise der Hoffnung                 | 사비에르 콜러                                 | 스위스         |      |
| 시라노                      | Cyrano de Bergerac                 | 장폴 라프노                                   | 프랑스         |      |
| 국두                        | 菊豆                               | 장이머우 양펑량                               | 중화인민공화국 |      |
| 짓궂은 여자                 | Das schreckliche Mädchen           | 미카엘 페르회벤                               | 독일           |      |
| 열린 문                     | Porte aperte                       | 자니 아멜리오                                 | 이탈리아       |      |
| 1991년 (제64회)             |                                    |                                               |                |      |
| 지중해                      | Mediterraneo                       | 가브리엘레 살바토레스                         | 이탈리아       |      |
| 자연의 아이들               | Börn náttúrunnar                   | 프리드릭 토르 프리드릭손                      | 아이슬란드     |      |
| 초등학교                    | Obecná škola                       | 얀 스베르자크                                 | 체코슬로바키아 |      |
| 황소                        | Oxen                               | 스벤 니크비스트                               | 스웨덴         |      |
| 홍등                        | 大紅燈籠高高掛                     | 장이머우                                      | 홍콩           |      |
| 1992년 (제65회)             |                                    |                                               |                |      |
| 인도차이나                  | Indochine                          | 레지 바르니에                                 | 프랑스         |      |
| 우르가                      | Урга                               | 니키타 미할코프                               | 소련           |      |
| 다엔스                      | Daens                              | 스타인 코닝크스                               | 벨기에         |      |
| 세상의 한 자리              | Un lugar en el mundo               | 아돌포 아리스타라인                           | 우루과이       |      |
| 슈통크                      | Schtonk!                           | 헬무트 디틀                                   | 독일           |      |
| 1993년 (제66회)             |                                    |                                               |                |      |
| 아름다운 시절               | Belle Epoque                       | 페르난도 트루에바                             | 스페인         |      |
| 패왕별희                    | 霸王別姬                           | 첸카이거                                      | 홍콩           |      |
| 헤드 윈                     | Hedd Wyn                           | 폴 터너                                       | 영국           |      |
| 그린 파파야 향기            | Mùi đu đủ xanh                     | 쩐아인훙                                      | 베트남         |      |
| 결혼피로연                  | 結婚披露宴                         | 리안                                          | 중화민국       |      |
| 1994년 (제67회)             |                                    |                                               |                |      |
| 위선의 태양                 | Утомлённые солнцем                 | 니키타 미할코프                               | 러시아         |      |
| 비포 더 레인                | Пред дождот                        | 밀초 만체프스키                               | 북마케도니아   |      |
| 음식남녀                    | 飲食男女                           | 리안                                          | 중화민국       |      |
| 파리넬리                    | Farinelli                          | 제라르 코르비오                               | 벨기에         |      |
| 딸기와 초콜릿               | Fresa y chocolate                  | 토마스 구티에레스 알레아 후안 카를로스 타비오 | 쿠바           |      |
| 1995년 (제68회)             |                                    |                                               |                |      |
| 안토니아스 라인             | Antonia                            | 마를렌 호리스                                 | 네덜란드       |      |
| 아름다운 청춘               | Lust och fägring stor              | 보 비더버그                                   | 스웨덴         |      |
| 인생의 먼지                 | Poussières de vie                  | 라치드 부차레브                               | 알제리         |      |
| 오 쿠아트릴류               | O Quatrilho                        | 파비우 바레투                                 | 브라질         |      |
| 스타 메이커                 | L'uomo delle stelle                | 주세페 토르나토레                             | 이탈리아       |      |
| 1996년 (제69회)             |                                    |                                               |                |      |
| 콜리야                      | Kolja                              | 얀 스베르자크                                 | 체코           |      |
| 사랑의 요리사               | შეყვარებული კულინარის 1001 რეცეპტი | 나나 조르자제                                 | 조지아         |      |
| 일요일의 이면               | Søndagsengler                      | 베리트 네셰임                                 | 노르웨이       |      |
| 코카서스의 죄수             | Кавказский пленник                 | 세르게이 보드로프                             | 러시아         |      |
| 리디퀼                      | Ridicule                           | 파트리스 르콩트                               | 프랑스         |      |
| 1997년 (제70회)             |                                    |                                               |                |      |
| 캐릭터                      | Karakter                           | 미케 반 디엠                                  | 네덜란드       |      |
| 비욘드 사일런스             | Jenseits der Stille                | 카롤리네 링크                                 | 독일           |      |
| 9월의 나흘간                | O Que é Isso, Companheiro?         | 브루누 바헤투                                 | 브라질         |      |
| 마음의 비밀                 | Secretos del corazón               | 몬트크소 아르멘다리스                         | 스페인         |      |
| 도둑                        | Вор                                | 파벨 추흐라이                                 | 러시아         |      |
| 1998년 (제71회)             |                                    |                                               |                |      |
| 인생은 아름다워             | La vita è bella                    | 로베르토 베니니                               | 이탈리아       |      |
| 중앙역                      | Central do Brasil                  | 와우테르 살리스                               | 브라질         |      |
| 천국의 아이들               | بچه های آسمان                      | 마지드 마지디                                 | 이란           |      |
| 할아버지                    | El abuelo                          | 호세 루이스 가르시아                          | 스페인         |      |
| 탱고                        | Tango, no me dejes nunca           | 카를로스 사우라                               | 아르헨티나     |      |
| 1999년 (제72회)             |                                    |                                               |                |      |
| 내 어머니의 모든 것         | Todo sobre mi madre                | 페드로 알모도바르                             | 스페인         |      |
| 동쪽 서쪽                   | Est-Ouest                          | 레지 와르니에                                 | 프랑스         |      |
| 히말라야 지도자의 어린 시절 | Himalaya, l'enfance d'un chef      | 에릭 발리                                     | 네팔           |      |
| 솔로몬과 개너               | Solomon a Gaenor                   | 폴 모리슨                                     | 영국           |      |
| 언더 더 선                  | Under solen                        | 콜린 너를리                                   | 스웨덴         |      |

### 2000년대
| 연도                                | 제목                                | 원제                          | 감독                  | 국가 |
| ----------------------------------- | ----------------------------------- | ----------------------------- | --------------------- | ---- |
| 2000년 (제73회)                     |                                     |                               |                       |      |
| 와호장룡                            | 臥虎藏龍                            | 리안                          | 중화민국              |      |
| 아모레스 페로스                     | Amores perros                       | 알레한드로 곤살레스 이냐리투  | 멕시코                |      |
| 나의 아름다운 비밀                  | Musíme si pomáhat                   | 얀 흐레베이크                 | 체코                  |      |
| 에브리바디 페이머스                 | Iedereen beroemd!                   | 도미니크 드뤼데르             | 벨기에                |      |
| 타인의 취향                         | Le goût des autres                  | 아녜스 자우이                 | 프랑스                |      |
| 2001년 (제74회)                     |                                     |                               |                       |      |
| 노 맨스 랜드                        | Ničija zemlja                       | 다니스 타노비치               | 보스니아 헤르체고비나 |      |
| 아멜리에                            | Le fabuleux destin d'Amélie Poulain | 장피에르 죄네                 | 프랑스                |      |
| 엘링                                | Elling                              | 페테르 내스                   | 노르웨이              |      |
| 라간                                | Lagaan लगान                          | 아슈토시 고와리케르           | 인도                  |      |
| 신부의 아들                         | El hijo de la novia                 | 후안 호세 캄파넬라            | 아르헨티나            |      |
| 2002년 (제75회)                     |                                     |                               |                       |      |
| 러브 인 아프리카                    | Nirgendwo in Afrika                 | 카롤리네 링크                 | 독일                  |      |
| 아마로 신부의 범죄                  | El crimen del padre Amaro           | 카를로스 카레라               | 멕시코                |      |
| 영웅                                | 英雄                                | 장이머우                      | 중화인민공화국        |      |
| 과거가 없는 남자                    | Mies vailla menneisyyttä            | 아키 카우리스마키             | 핀란드                |      |
| 난리법석 결혼 소동                  | Zus & zo                            | 폴라 반 데르 외스트           | 네덜란드              |      |
| 2003년 (제76회)                     |                                     |                               |                       |      |
| 야만적 침략                         | Les Invasions barbares              | 드니 아르캉                   | 캐나다                |      |
| 와일드 영                           | Ondskan                             | 미카엘 호프스트룀             | 스웨덴                |      |
| 황혼의 사무라이                     | たそがれ清兵衛                      | 야마다 요지                   | 일본                  |      |
| 쌍둥이 자매                         | De tweeling                         | 벤 솜보가트                   | 네덜란드              |      |
| 젤라리                              | Želary                              | 온드레이 트로얀               | 체코                  |      |
| 2004년 (제77회)                     |                                     |                               |                       |      |
| 씨 인사이드                         | Mar adentro                         | 알레한드로 아메나바르         | 스페인                |      |
| 천국에 있는 것처럼                  | Så som i himmelen                   | 케이 폴락                     | 스웨덴                |      |
| 코러스                              | Les choristes                       | 크리스토프 바라티에           | 프랑스                |      |
| 다운폴                              | Der Untergang                       | 올리버 히르비겔               | 독일                  |      |
| 예스터데이                          | Yesterday                           | 대럴 루트                     | 남아프리카 공화국     |      |
| 2005년 (제78회)                     |                                     |                               |                       |      |
| 갱스터 초치                         | Tsotsi                              | 개빈 후드                     | 남아프리카 공화국     |      |
| 마음 속의 야수                      | La bestia nel cuore                 | 크리스티나 코멘치니           | 이탈리아              |      |
| 메리 크리스마스                     | Joyeux Noël                         | 크리스티앙 카리옹             | 프랑스                |      |
| 천국을 향하여                       | الجنة الآن                          | 하니 아부 아사드              | 팔레스타인            |      |
| 소피 숄의 마지막 날들               | Sophie Scholl - Die letzten Tage    | 마르크 로테문트               | 독일                  |      |
| 2006년 (제79회)                     |                                     |                               |                       |      |
| 타인의 삶                           | Das Leben der Anderen               | 플로리안 헨켈 폰 도너스마르크 | 독일                  |      |
| 애프터 웨딩                         | Efter brylluppet                    | 수잔 비에르                   | 덴마크                |      |
| 영광의 날들                         | Indigènes                           | 라시드 부샤렙                 | 알제리                |      |
| 판의 미로 - 오필리아와 세 개의 열쇠 | El laberinto del fauno              | 기예르모 델 토로              | 멕시코                |      |
| 물                                  | Water वाटर                           | 디파 메흐타                   | 캐나다                |      |
| 2007년 (제80회)                     |                                     |                               |                       |      |
| 카운터페이터                        | Die Fälscher                        | 슈테판 루초비츠키             | 오스트리아            |      |
| 12                                  | 12                                  | 니키타 미할코프               | 러시아                |      |
| 보포트                              | בופור                               | 조셉 세다르                   | 이스라엘              |      |
| 카틴                                | Katyń                               | 안제이 바이다                 | 폴란드                |      |
| 몽골                                | Монгол                              | 세르게이 보드로프             | 카자흐스탄            |      |
| 2008년 (제81회)                     |                                     |                               |                       |      |
| 굿' 바이: Good & Bye                | おくりびと                          | 다키타 요지로                 | 일본                  |      |
| 바더 마인호프                       | Der Baader Meinhof Komplex          | 울리 에델                     | 독일                  |      |
| 클래스                              | Entre les murs                      | 로랑 캉테                     | 프랑스                |      |
| 보복                                | Revanche                            | 괴츠 슈필만                   | 오스트리아            |      |
| 바시르와 왈츠를                     | ואלס עם באשיר                       | 아리 폴만                     | 이스라엘              |      |
| 2009년 (제82회)                     |                                     |                               |                       |      |
| 엘 시크레토: 비밀의 눈동자          | El secreto de sus ojos              | 후안 호세 캄파넬라            | 아르헨티나            |      |
| 아자미                              | عجمي עג'מי                          | 스칸다르 콥티 아론 샤니       | 이스라엘              |      |
| 밀크 오브 소로우 - 슬픈 모유        | La teta asustada                    | 클로디아 로사                 | 페루                  |      |
| 예언자                              | Un prophète                         | 자크 오디아르                 | 프랑스                |      |
| 하얀 리본                           | Das weiße Band                      | 미카엘 하네케                 | 독일                  |      |

### 2010년대
| 연도                               | 제목                        | 원제                                  | 감독           | 국가 |
| ---------------------------------- | --------------------------- | ------------------------------------- | -------------- | ---- |
| 2010년 (제83회)                    |                             |                                       |                |      |
| 인 어 베러 월드                    | Hævnen                      | 수산 비어                             | 덴마크         |      |
| 비우티풀                           | Biutiful                    | 알레한드로 곤살레스 이냐리투          | 멕시코         |      |
| 송곳니                             | Κυνόδοντας                  | 요르고스 란티모스                     | 그리스         |      |
| 그을린 사랑                        | Incendies                   | 드니 빌뇌브                           | 캐나다         |      |
| 무법자                             | Hors-la-loi                 | 라시드 부샤렙                         | 알제리         |      |
| 2011년 (제84회)                    |                             |                                       |                |      |
| 씨민과 나데르의 별거               | جدایی نادر از سیمین         | 아쉬가르 파르하디                     | 이란           |      |
| 불헤드                             | Rundskop                    | 마이클 R. 로스컴                      | 벨기에         |      |
| 꼬장꼬장 슈콜닉 교수의 남모를 비밀 | הערת שוליים                 | 요세프 세다르                         | 이스라엘       |      |
| 어둠 속의 빛                       | W ciemności                 | 아그네츠카 홀란드                     | 폴란드         |      |
| 라자르 선생님                      | Monsieur Lazhar             | 필리프 팔라르도                       | 캐나다         |      |
| 2012년 (제85회)                    |                             |                                       |                |      |
| 아무르                             | Amour                       | 미카엘 하네케                         | 오스트리아     |      |
| 콘-티키                            | Kon-Tiki                    | 에스펜 잔드베르크 요아힘 뢰닝         | 노르웨이       |      |
| 노                                 | No                          | 파블로 라라인                         | 칠레           |      |
| 로얄 어페어                        | En kongelig affære          | 니콜라이 아르셀                       | 덴마크         |      |
| 르벨                               | Rebelle                     | 킴 누옌                               | 캐나다         |      |
| 2013년 (제86회)                    |                             |                                       |                |      |
| 그레이트 뷰티                      | La grande bellezza          | 파올로 소렌티노                       | 이탈리아       |      |
| 브로큰 서클                        | The Broken Circle Breakdown | 펠릭스 반 그뢰닝엔                    | 벨기에         |      |
| 더 헌트                            | Jagten                      | 토마스 빈터베르그                     | 덴마크         |      |
| 잃어버린 사진                      | L'image manquante           | 리티 판                               | 캄보디아       |      |
| 오마르                             | عمر                         | 하니 아부아사드                       | 팔레스타인     |      |
| 2014년 (제87회)                    |                             |                                       |                |      |
| 이다                               | Ida                         | 파벨 포리코브스키                     | 폴란드         |      |
| 리바이어던                         | Левиафан                    | 안드레이 즈비아긴체프                 | 러시아         |      |
| 텐저린즈: 누구를 위한 전쟁인가     | Mandariinid                 | 자자 우루샤제                         | 에스토니아     |      |
| 팀북투                             | Timbuktu                    | 압데라만 시사코                       | 모리타니       |      |
| 와일드 테일즈: 참을 수 없는 순간   | Relatos Salvajes            | 다미안 스지프론                       | 아르헨티나     |      |
| 2015년 (제88회)                    |                             |                                       |                |      |
| 사울의 아들                        | Saul fia                    | 라즐로 네메스                         | 헝가리         |      |
| 뱀의 포옹                          | El abrazo de la serpiente   | 시로 구에라                           | 콜롬비아       |      |
| 무스탕: 랄리의 여름                | Mustang                     | 데니즈 감제 에르귀벤                  | 프랑스         |      |
| 디브                               | ذيب                         | 나지 아부 노와르                      | 요르단         |      |
| 어 워: 라스트 미션                 | Krigen                      | 토비아스 린드홈                       | 덴마크         |      |
| 2016년 (제89회)                    |                             |                                       |                |      |
| 세일즈맨                           | فروشنده                     | 아시가르 파르하디                     | 이란           |      |
| 랜드 오브 마인                     | Under sandet                | 마틴 잔드블리엣                       | 덴마크         |      |
| 오베라는 남자                      | En man som heter Ove        | 하네스 홀름                           | 스웨덴         |      |
| 타나: 지상 최고의 사랑             | Tanna                       | 마틴 버틀러 벤틀리 딘                 | 오스트레일리아 |      |
| 토니 에드만                        | Toni Erdmann                | 마렌 아데                             | 독일           |      |
| 2017년 (제90회)                    |                             |                                       |                |      |
| 판타스틱 우먼                      | Una mujer fantástica        | 세바스티안 렐리오                     | 칠레           |      |
| 인설트                             | قضية رقم ٢٣                 | 지아드 두에리                         | 레바논         |      |
| 러브리스                           | Нелюбовь                    | 안드레이 즈뱌긴체프                   | 러시아         |      |
| 우리는 같은 꿈을 꾼다              | Testről és lélekről         | 일디코 엔예디                         | 헝가리         |      |
| 더 스퀘어                          | The Square                  | 루벤 외스틀룬드                       | 스웨덴         |      |
| 2018년 (제91회)                    |                             |                                       |                |      |
| 로마                               | Roma                        | 알폰소 쿠아론                         | 멕시코         |      |
| 가버나움                           | کفرناحوم                    | 나딘 라바키                           | 레바논         |      |
| 콜드 워                            | Zimna wojna                 | 파벨 포리코브스키                     | 폴란드         |      |
| 작가 미상                          | Werk ohne Autor             | 플로리안 헨켈 폰 도너스마르크         | 독일           |      |
| 어느 가족                          | 万引き家族                  | 고레에다 히로카즈                     | 일본           |      |
| 2019년 (제92회)                    |                             |                                       |                |      |
| 기생충                             | 기생충                      | 봉준호                                | 대한민국       |      |
| 문신을 한 신부님                   | Boże Ciało                  | 얀 코마사                             | 폴란드         |      |
| 허니랜드                           | Honeyland                   | 루보미르 스테파노브 타마라 코테브스카 | 북마케도니아   |      |
| 레 미제라블                        | Les miserables              | 래드 리                               | 프랑스         |      |
| 페인 앤 글로리                     | Dolor y Gloria              | 페드로 알모도바르                     | 스페인         |      |

### 2020년대
| 연도                         | 제목                                  | 원제                      | 감독                | 국가                  |
| 2020/21년 (93회)             |                                       |                           |                     |                       |
| ---------------------------- | ------------------------------------- | ------------------------- | ------------------- | --------------------- |
| 2020/21년 (93회)             | 어나더 라운드                         | Druk                      | 토마스 빈터베르     | 덴마크                |
| 2020/21년 (93회)             | 소년시절의 너                         | Shàonián dě nǐ (少年的你) | 정궈샹              | 홍콩                  |
| 2020/21년 (93회)             | 콜렉티브                              | Colectiv                  | 알레그잔데르 나나우 | 루마니아              |
| 2020/21년 (93회)             | 더 맨 후 솔드 히스 스킨               | The Man Who Sold His Skin | 카우테르 벤 하니아  | 튀니지                |
| 2020/21년 (93회)             | 쿠오바디스, 아이다                    | Quo Vadis, Aida?          | 야스밀라 주바니치   | 보스니아 헤르체고비나 |
| 2021년 (94회)                |                                       |                           |                     |                       |
| 드라이브 마이 카             | Doraibu mai kā (ドライブ・マイ・カー) | 하마구치 류스케           | 일본                |                       |
| 나의 집은 어디인가           | Flugt                                 | 요나스 포헤르 라스무센    | 덴마크              |                       |
| 신의 손                      | È stata la mano di Dio                | 파올로 소렌티노           | 이탈리아            |                       |
| 교실 안의 야크               | লুনানা                                   | 파우 초이닝 도르지        | 부탄                |                       |
| 사랑할 땐 누구나 최악이 된다 | Verdens verste menneske               | 요아킴 트리에르           | 노르웨이            |                       |
| 2022년 (95회)                |                                       |                           |                     |                       |
| 서부 전선 이상 없다          | Im Westen nichts Neues                | 에드바르트 베르거         | 독일                |                       |
| 아르헨티나, 1985년           | Argentina, 1985                       | 산티아고 미트레           | 아르헨티나          |                       |
| 클로즈                       | Close                                 | 뤼카스 돈트               | 벨기에              |                       |
| EO                           | IO                                    | 예지 스콜리모프스키       | 폴란드              |                       |
| 말없는 소녀                  | An Cailín Ciúin                       | 콤 바이레아드             | 아일랜드            |                       |
| 2023년 (96회)                |                                       |                           |                     |                       |
| 존 오브 인터레스트           | The Zone of Interest                  | 조너선 글레이저           | 영국                |                       |
| 이오 카피타노                | Io Capitano                           | 마테오 가로네             | 이탈리아            |                       |
| 퍼펙트 데이즈                | Perfect Days                          | 빔 벤더스                 | 일본                |                       |
| 안데스 설원의 생존자들       | La sociedad de la nieve               | 후안 안토니오 바요나      | 스페인              |                       |
| 티처스 라운지                | Das Lehrerzimmer                      | 일케르 차타크             | 독일                |                       |

## 같이 보기
- 아카데미 국제영화상의 수에 따른 나라 목록
- 대한민국의 아카데미 국제영화상 출품작